# Oudenburg
Oudenburg este un oraș neerlandofon situat în provincia Flandra de Vest, regiunea Flandra din Belgia. La 1 ianuarie 2008 avea o populație totală de 8.955 locuitori. 

## Geografie
Comuna actuală Oudenburg a fost formată în urma unei reorganizări teritoriale în anul 1977, prin înglobarea într-o singură entitate a ??? comune învecinate. Suprafața totală a comunei este de 35,38 km². Comuna este subdivizată în secțiuni, ce corespund aproximativ cu fostele comune de dinainte de 1977. Acestea sunt:
| - I. Oudenburg - II. Ettelgem - III. Roksem - IV. Westkerke |

Localitățile limitrofe sunt:
| În Belgia: | În Franța: |
| - Comuna De Haan: - a. Klemskerke - Comuna Jabbeke: - b. Stalhille - c. Jabbeke - d. Zerkegem - Comuna Ichtegem: - e. Bekegem - f. Eernegem - Comuna Gistel: - g. Moere - h. Gistel - i. Snaaskerke - Comuna Oostende: - j. Zandvoorde - Comuna Bredene: - k. Bredene |            |

1. ↑  Crossroad Bank of Enterprises, accesat în 29 iulie 2023